# Velký Ratmírov (výhybna)
Velký Ratmírov (nebo též Výh Velký Ratmírov) je výhybna, která leží na katastrech Děbolín a Velký Ratmírov. Nachází se v km 19,572 trati Havlíčkův Brod – Veselí nad Lužnicí mezi zastávkami Děbolín a  Mnich.

## Popis výhybny
Ve výhybně jsou dvě dopravní koleje o užitečných délkách 669 m (kolej č. 1) a 616 m (kolej č. 2). U koleje č. 1 je vybudováno nástupiště o délce 32 metrů, které slouží jen pro služební účely. Z výhybny odbočuje účelové kolejiště montážní základny Správy železnic a vlečka společnosti Wotan Forest. Výhybna je vybavena reléovým zabezpečovacím zařízením AŽD 71, které ovládá místně výpravčí z dopravní kanceláře. Přilehlé traťové úseky do Kardašovy Řečice a Jindřichova Hradce jsou vybaveny reléovým poloautomatickým blokem.